# Catastrophe de Trazegnies
La catastrophe de Trazegnies est un accident minier s'étant produit le 11 mai 1950 dans le charbonnage no 6 Mariemont-Bascoup de Trazegnies (depuis 1977 section de la commune de Courcelles), province de Hainaut) en Belgique. 
Elle est due à un coup de grisou et causa la mort de 39 mineurs, faisant d'elle l'une des principales catastrophes du pays.